# Edmund Taylor Whittaker
Sir Edmund Taylor Whittaker (né le 24 octobre 1873 à Southport (Lancashire) et mort le 24 mars 1956 à Édimbourg) est un astronome, mathématicien et historien des sciences britannique.

## Biographie
Après des études élémentaires à la grammar school de Manchester, Whittaker est admis au Trinity College (Cambridge) en 1892, où il se classe comme « Second Wrangler » au tripos mathématique de 1895. Il est aussi récompensé par la médaille Tyson « de mathématiques et d'astronomie ». En 1896, Whittaker est élu fellow de Trinity College et continue d'enseigner à Cambridge jusqu'en 1906. En 1901, il épouse la fille d'un pasteur de l'Église presbytérienne, avec laquelle il a cinq enfants, parmi lesquels le mathématicien John Macnaghten Whittaker (1905-1984). De 1906 à 1911, il est professeur d'astronomie au Trinity College de Dublin, où il enseigne la physique mathématique, et obtient le poste prestigieux de Royal Astronomer of Ireland. En 1911 Whittaker devient professeur de l'université d'Édimbourg et conserve ce poste jusqu'à la fin de sa carrière.
Whittaker est un fervent chrétien qui se convertit au catholicisme (1930). Cette conversion lui permet d'être admis en tant que membre de l'Académie pontificale des sciences (1936) puis il est élu président de la Newman Society.
Whittaker rédige pour la Royal Society une biographie du mathématicien italien Vito Volterra (1941).
La Royal Society lui décerne la médaille Sylvester en 1931 et la médaille Copley en 1954 « pour ses remarquables contributions aux mathématiques pures comme appliquées et à la physique théorique » (« for his distinguished contributions to both pure and applied mathematics and to theoretical physics »).

## Thèses
Whittaker contribue à la controverse sur la paternité de la relativité dans son livre Theory of Relativity of Poincaré and Lorentz ainsi que dans son livre de référence A History of the Theories of Aether and Electricity (1954). Whittaker attribue à Henri Poincaré la formule E = mc2.

## Œuvres
- Edmund T. Whittaker et George N. Watson, A Course of Modern Analysis (en), Cambridge University Press, 1902 (lire en ligne) (« le Whittaker et Watson »)
- « On the partial differential equations of mathematical physics », Mathematische Annalen, vol. 57,‎ 1903, p. 333-355
- « On an expression of the electromagnetic field due to electrons by means of two scalar potential functions », Proceedings of the London Mathematical Society, 2e série, vol. 1,‎ 1904, p. 367-372
- A History of the Theories of Aether and Electricity, vol. 1, Dublin, Longman, Green and Co., 1910, 1re éd. (lire en ligne)
- (en) A History of the Theories of Aether and Electricity : The Classical Theories, vol. 1, Londres, Nelson, 1951-1953, 2e éd., 753 p. (ISBN 978-0-486-26126-3 et 0-486-26126-3, lire en ligne)
- A History of the Theories of Aether and Electricity : The Modern Theories, vol. 2, Londres, Nelson, 1951-1953, 2e éd., 753 p. (ISBN 978-0-486-26126-3 et 0-486-26126-3, lire en ligne)
- « On the functions which are represented by the expansions of the interpolation theory », Proceedings of the Royal Society of Edinburgh, a, vol. 35,‎ 1915 (DOI 10.1017/S0370164600017806)
- « On the quantum mechanism in the atom », Proceedings of the Royal Society of Edinburgh, vol. 42,‎ 1923, p. 129-146 (DOI 10.1017/S0370164600023889)
- Edmund T. Whittaker et G. Robinson, The Calculus of Observations: a Treatise on Numerical Mathematics, Londres, Glasgow et Bombay, Blackie And Son, 1924, xvi+395 p. (lire en ligne)[4]
- Edmund Whittaker, A Treatise on the Analytical Dynamics of Particles and Rigid Bodies, Cambridge University Press, 1917, 2e éd., 456 p. (lire en ligne)
- Space and Spirit. Theories of the Universe and the Arguments for the Existence of God, Londres, Thomas Nelson, 1946 (lire en ligne)
- Edmund Whittaker, The Beginning and End of the World : Delivered Before the University of Durham at King's College, Newcastle Upon Tyne, in February 1942, Oxford University Press, coll. « Riddell memorial lectures » (no 14), 1942, 64 p.
- Edmund Whittaker, Eddington's Principle in the Philosophy of Science : The Fifth Arthur Stanley Eddington Memorial Lecture, Cambridge University Press, 1er janvier 1951 ; cf. aussi Edmund Whittaker, « Eddington's Principle in the Philosophy of Science », American Scientist, Sigma Xi, The Scientific Research Honor Society, vol. 40, no 1,‎ janvier 1952, p. 45-60 (JSTOR 27826417)
- Le commencement et la fin du monde, suivi de Hasard, libre arbitre et nécessité dans la conception scientifique de l'univers  (trad. de l'anglais par Pierre Humbert), Paris, Albin Michel, coll. « Cahiers de la collection sciences d'aujourd'hui », 1953, 192 p.Texte revu des conférences prononcées à l'université de Durham, King's College, Newcastle-on-Tyne, février 1942 ; la 2e partie de l'ouvrage est une conférence Guthrie prononcée le 18 mai 1943
- Edmund Whittaker, From Euclid to Eddington: A Study of Conceptions of the External World, Dover, 1958, 212 p.